# الاستخبارات خلال حرب أكتوبر
الاستخبارات خلال حرب أكتوبر كانت واحدا من أهم العوامل التي ساهمت بشكل حاسم في الحرب. لعبت المخابرات خلال هذه الحرب دورا كبيرا، من بين أمور أخرى، بسبب نجاح الدول العربية في شن هجوم مفاجئ على إسرائيل، رغم العديد من التقارير التي تشير إلى احتمال كبير للحرب. نجحت البلدان العربية في هجومها المفاجئ، على الرغم من التقارير الكثيرة التي نشأت عن التوقعات المغلوطة، أن مصر لن تبدأ حربًا مع إسرائيل وسوريا لن تذهب إلى الحرب بدون مصر، وبالتالي فإن احتمالية الحرب منخفضة.

## الخلفية

### مصر وسوريا عشية الحرب
انتصار الجيش الإسرائيلي في حرب الأيام الستة (حرب 67) أبقى مصر ذليلة. في عام 1969، ألغى ناصر اتفاقية وقف إطلاق النار مع إسرائيل، وبدأ في حرب "الاستنزاف" التي كان هدفها استنزاف إسرائيل وكسب «نقاط» عسكرية. قبل بضعة أشهر من الحرب يخطط المصريين سويا مع السوريين «للعملية بدر»، التي تتضمن الوصول إلى القناة وعبورها والالتفاف خلف خط الثكنات العسكريه واقامة خط دفاع جديد في عمق سيناء - على خط بارليف. كل هذا الوقت، على الرغم من الاشارات والعلامات التي تشير إلى الاستعداد للهجوم المشترك، تتواصل جهود التنسيق، بينما يتم تضلل إسرائيل من خلال بيانات مضللة، مع تقييم خاطئ للمخابرات العسكرية التي تتحدث عن «احتمال ضعيف».

### إسرائيل

#### نتائج حرب الأيام الستة (حرب 67)
حقق انتصار إسرائيل الساحق على جميع الجبهات في حرب الأيام الستة إحساسًا جديدًا بالواقع لدى غالبية الشعب الإسرائيلي.
- تم بناء خط تحصينات ومعاقل على طول الخط الجنوبي، يسمى خط بارليف
- التصور السائد في المستويات العسكرية والسياسية هو أن القوة الجوية القوية ستحدد الحرب القادمة.
- تتمتع إسرائيل بميزة تكنولوجية أفضل في ساحة المعركة.
- كل من الجيش والقيادة السياسية لديهم تصور بأنهم (الدول العربية) لا يمكن ولا يستطيعون.[1] هذا التصور انعكس أيضا في الصحافة الإسرائيلية.
- [2]

انهار هذا التصور تماما عندما بدأت حرب أكتوبر.
كانت هناك عدة عوامل لهزيمة إسرائيل:
- التهاون في إسرائيل عقب شعور من الطاقة المستمدة من النجاح في ميدان المعركة في حرب الأيام الستة، مما أدى إلى ما يسمى في لجنة أجرانات: «التوقعات المغلوطة»
- تنسيق الجهود الناجحة من مصر وسوريا.
- تحليل بيانات غير صحيحة من قبل صناع القرار عشية الحرب.
- الخطة والخداع العربي الناجح، مما أدى إلى مفاجأة كاملة في إسرائيل

### القرائن والمعلومات
- قبل حوالي شهر ونصف من الحرب، بدأ تدفق الأخبار يشير إلى الاستعدادات في مصر وسوريا للحرب.
- في الإستخبارات، تم جمع قدر كبير من المعلومات من مصادر علنية وسرية.
- لقد غادر المستشارون الروس مصر قبل بدء الحرب، وكان معظم المغادرة في 4 أكتوبر 1973، من سوريا ومن مصر. لوحظ هذا من قبل ضباط جمع المعلومات الإسرائيلية، ولكن لم يتم التعامل معه بشكل صحيح.
- إسحاق حوفي جنرال القيادة الشمالية الإسرائيلية، حذر من أن الجيش السوري مستعد للهجوم (24 سبتمبر 1973).
- في اجتماع عقد في 25 سبتمبر في إسرائيل بين جولدا مائير والحسين بن طلال ملك الأردن، وبحسب المصادر، قال الملك حسين إن مصر وسوريا ستهاجمان إسرائيل قريباً. تم نقل هذه المعلومات إلى رئيس المخابرات العسكرية ورئيس الموساد، ولكن لم تؤخذ على محمل الجد.وكالة المخابرات المركزية
- وكالة المخابرات المركزية CIA التابع للولايات المتحدة، أعطى إسرائيل معلومات بأن السوريين خططوا للهجوم في وقت قريب.

.
- يوم 5 أكتوبر، التقى رئيس الموساد، تسفي زمير، مع العميل أشرف مروان، وتلقى معلومات مفصلة عن تاريخ اندلاع الحرب والخطط الحربية للبلدان المشاركة، ومررها للحكومة. ولكن غولدا مائير وموشيه دايان فضلا رأي إيلي زعيرا أن احتمال اندلاع حرب منخفض، وأنهم لم يحشدوا الاحتياطيات.
- وأبلغت عمليات جمع المعلومات الاستخبارية والاستطلاع الميداني عن الاستعدادات للهجوم، على الجبهة السورية وعلى ضفاف قناة السويس. لكن المخابرات الإسرائيلية فسرتها بأنها «مناورة عسكرية». في الواقع، تم حظر العديد من تقارير رجال الاستخبارات من الميدان حول الاستعدادات للحرب ولم يتم نقلهم إلى أعلى المستويات، بسبب التوقعات المغلوطة الذي كان صناع القرار في إسرائيل أسرى لها.
- حذر رئيس شعبة سوريا في المخابرات الإسرائيلية أليعازر يعاري من استعداد الجيش السوري لشن حرب وشيكة، وتم توبيخه من قبل نائب رئيس المخابرات العسكرية.
- على الرغم من أن مناورة «التحرير 41» لم يحدث كما كان متوقعاً، ورغم أن الجنود المصريين كانوا يأمرون بتناول الطعام وأن يكونوا لائقين على الرغم من صيام رمضان، إلا أنه لم تتم إضاءة أي أضواء حمراء.
- الفشل في فك رموز المعلومات الاستخبارية وتنفيذها على الجبهة الشمالية:

- في نهاية عام 1972، تلقت القيادة الشمالية تقارير تفيد بأن السوريين بدأوا في حفر مواقع المدفعية الثقيلة التي يبلغ قطرها 130 ملم، والتي تغطي مجموعتها مرتفعات الجولان بأكملها والجليل الأعلى.
- في بداية عام 1973، كسر السوريون روتين وحدات جيشهم وسلوكهم. حتى ذلك الحين، كان السوريون يرقون قواتهم لفصل الشتاء في سبتمبر وأكتوبر ويزدادون مرة أخرى في الربيع (مارس-أبريل). هذه المرة توقفوا وبدلا من تمييع القوات زادت.
- في نفس الوقت خلال «الإنذار الأزرق الأبيض»، تم الكشف عن قدرة السوريين على تحريك القوات خلال ليلة واحدة من مقر الجبهة الداخلية إلى الخط الأمامي، مع الحفاظ على صمت لاسلكي كامل.
- في يوليو 1973، ظهر من الصور الجوية أن السوريين بدأوا حفر عشرات المواقع لتلقي صواريخ أرض جو. في الوقت نفسه، قام السوريون بتخفيض نظام الصواريخ حول دمشق ووضعه على الخط الجديد بين دمشق ومرتفعات الجولان. وفي الشهر نفسه ركض تقرير سري من سلاح الجو الذي حذر من أن الصواريخ عندما سيتم وضع الحد الجديد على مواقع حرية جدا عمل سلاح الجو في معظم أجزاء من مرتفعات الجولان ويستتبع سوف يقلل من قدرة القوات الجوية لمساعدة القوات البرية. تم وضع الصواريخ نفسها في المواقع الجديدة قرب نهاية أغسطس. تم تركيب ما مجموعه 30 بطارية SA-6.
- في نفس الوقت تم اكتشاف حفر جديدة الهاون الثقيلة التي تستهدف هذا النوع من 240 ملم. ووفقا لعقيدة الروسي وفقا لوالتي تعمل في الجيش السوري، فقد تم تصميم هذه لاستخدامها لطحن مواقف المشاة الهاون حصل قبل القوات المدرعة.
- في أغسطس وسبتمبر، بدأ تعزيز غير عادي للدبابات السورية وأنظمة المدفعية.

 قيمة الممتدة اللجنة أجرانات

### شعبة المخابرات
جلبت إدارة المخابرات في الجيش الإسرائيلي ثروة من النتائج والمعلومات التي تم جمعها في الأشهر والأسابيع والأيام السابقة للحرب،
جاءت المعلومات من مصادر جيدة ونادرة في الجودة، وقد أوضح ارتباط المصادر بوضوح الاتجاه الذي اتخذته مصر في الحرب.
تحليل السلوك ونتائج البحوث قسم الاستخبارات في الجيش والمخابرات، الفشل ينعكس بشكل كامل عندما يتم الاستيلاء على عقل صناع القرار بمفهوم ينفي إمكانية الحرب، لدرجة أن حتى أهم البيانات المقدمة لهم لم تدفعهم إلى الجنون.

### احتمال ضعيف
مصطلح «احتمال ضعيف» ، كان ينظر إليه فيما يتعلق بحرب أكتوبر كتعبير عن الرضا عن الذات، والفشل في فحص البيانات الواضحة والواضحة، وكخطيئة من الغرور التي أدت إلى الفشل العسكري والسياسي. ومنذ ذلك الحين، هناك أدلة متزايدة على احتمال اندلاع الحرب، قدرت الاستخبارات الإسرائيلية أن هناك «احتمالية ضعيفة» للهجوم المصري على إسرائيل. بقيت تقييمات الاستخبارات مستقرة بسبب وجود «احتمال ضعيف» للحرب، على الرغم من التحذيرات من الموساد (لم تكن التقديرات الخاصة مقبولة، وأعطيت الأفضلية للمخابرات العسكرية).
في اجتماع هيئة الأركان العامة لالجيش الإسرائيلي الذي عقد في 5 تشرين الأول، قال رئيس شعبة الاستخبارات العسكرية، والحرب إيلي زعيرا هو «الاحتمال منخفض وحتى أقل من منخفض».
عشية الحرب، عندما جُمعت بيانات مهمة، ناشد رئيس الأركان دافيد إليعازر الحكومة بتجنيد الاحتياط، لكن الحكومة رفضت الطلب، حتى عندما جلب رئيس الموساد قبل يومين من اندلاع الحرب، الأخبار من مصدر موثوق العميل «بابل»، أن مصر وسوريا تنويان الهجوم
بقت شعبة الاستخبارات العسكرية الإسرائيلية (אמ"ן) يعتقدون أن احتمالية الحرب منخفضة، وبسبب المكانة التي تتمتع بها المخابرات العسكرية، كانت مقبولة من قبل القيادة السياسية.

## الاستخبارات الإسرائيلية
خلال الحرب، تم تركيز الاستخبارات العسكرية من قبل فرع المخابرات العامة (אמ"ן)
| رئيس الأركان                         | الجنرال "ديفيد إلعازار" (دادو) ، رئيس أركان الجيش الإسرائيلي يعتقد أن الذهاب إلى حرب مفتوحة، وحذر عن ذلك. بدءا من تلقاء نفسه دون موافقة الدانماركي، تجنيد الاحتياط محدودة ابتداء من 5 تشرين الأول / أكتوبر، وطالب أيضا دادو فتح ثقب في الجزء الأمامي من الطائرة في الجو، في يوم الكفارة في 11:00، وأصدر أمرا بشن هجوم عليه، ولكن دين لم يأذن هجوم. دادو ركض الحرب ببرود وبشكل منهجي حتى انه جاء إلى الانقلاب في النتائج الميدانية. وعلى الرغم من ذلك، ترى اللجنة أجرانات David Elazar يحمل مسؤولية الفشل العسكري، وأوصت انتهاء مدة دادو بصفته قائدا إلى مع نهاية ولاية رئيس الاستخبارات في الجيش الإسرائيلي البطل ايلي زعيرا. في تقرير وذكرت اللجنة أن لعازر "موضوع المسؤولية الشخصية هو أيضا عن تقييم الوضع واستعداد الجيش الإسرائيلي". عقب توصية اللجنة المقدم David Elazar في استقالته إلى الحكومة في 3 أبريل عام 1974، في حين يدعي أن تسبب له الظلم، خصوصا في ظل حقيقة أن اللجنة لم توص عقوبات من أي نوع ضد المستوى السياسي وأن لا يؤخذ في الاعتبار عملها خلال الحرب، وحقيقة أن في نهاية المطاف انتهت الحرب في النصر. |
| رئيس الاستخبارات في الجيش الإسرائيلي | بطل ايلي زعيرارئيس شعبة المخابرات، وفقا للجنة، لجنة أجرانات الأب النموذج الذي عقد ترى أن مصر وسوريا لن تجرؤ على مهاجمة دولة إسرائيل دون القدرة على ضرب عمق إسرائيل، وبالتالي احتمال الحرب منخفضة. ايلي زعيراالذي عقد في حقه تقريبا حتى اندلاع الحرب هيبة اكتسب السياسية قد أثرت رأيه في قرار موشيه دايان וגולדה مائير الذي فضل الإصدار على الإصدار رئيس الموساد تسفي زامير. اللجنة أجرانات وجدت اللجنة ايلي Zeira كما الجاني كرئيس أكثر من أن المفاجأة التي حلت الجيش الإسرائيلي مع بداية الحرب. بسبب مشترك السهو يوم الغفران، أوصت اللجنة المخلوع الاستخبارات. |
| رئيس المؤسسة                         | تسفي زمير قد حذر من كل جانب عن علامات الاستعدادات للحرب. قبل يومين من اندلاع الحرب، بعد اجتماع فيلندن مع عميل الموساد كبار بابل، الذي أقنع العندليب التي تواجه مصر وسوريا إلى الحرب. في الصباح في يوم الكفارة، وقد حذر العندليب رئيس الوزراء، وزير الدفاع، رئيس الاركان وغيرها من العوامل - "يوم اندلعت الحرب" لكن مسؤولي أمن الدولة المفضلة لقبول رأي رئيس الاستخبارات الذي فاز هيبة كثيرا، وقد تلقيت الفتوى من رئيس المؤسسة. بعد الحرب المتهمين زمير علي زعيرا التفاعل. الاستخبارات قبل الحرب من رؤساء الاستخبارات حتى ادعى أن "الأمر الأكثر من كبار السلك (المخابرات) عيون مغلقة وتجاهلها". |

## المخابرات المصرية
لقد جعل نجاح إخفاء وسرية قادة الجيش والقيادة المصرية من المستحيل على إسرائيل أن تحدد على وجه اليقين استعداد مصر لخوض الحرب. اخفاء والخداع، جنبا إلى جنب مع الرضا عن النفس
و «غياب الوعي» من صناع القرار في إسرائيل، قاد خطوة خطوة حتى اندلاع الحرب في مفاجأة كاملة من وجهة نظر إسرائيل.
- أخفى المصريون عزمهم على الذهاب إلى الحرب من كبار ضباط الجيش، وكذلك من شركائهم في سوريا. قبل يومين فقط من الهجوم، قام قادة الجيوش المصرية بتحديث تفاصيل العملية، وبعد ذلك قفز الجنود بحذر تجاه القناة، متنكرين في شكل «تدريب عسكري».
- تم تحديث فريق الإعلام والشئون الخارجية في مصر، وبالتالي تحديث العالم وإسرائيل، أن النشاط في مصر كان مجرد تمرين عسكري. في الواقع، تم دمج الرسائل في تمارين التدريبات التي أجريت على حافة القناة، حتى «اليقظة» للمخابرات الإسرائيلية.
- بعد نجاح الخداع المصري، تم حشد قوات الاحتياط في الأسابيع التي سبقت الحرب، متنكرا في زي تمارين. من المهم أن نلاحظ أنه منذ نهاية حرب الاستنزاف، ما زالت مصر تقرب من خمسة أقسام على خط القناة، وبالتالي لم تكن هناك حاجة لتعبئة احتياطي واسعة النطاق.
- صباح يوم الغفران نفسه، تقارير فريدي عيني، رئيس مكتب تسفي زامير، عقب اجتماع في لندن مع العميل «بابل»، أن الحرب ستندلع خلال النهار. لكن رئيس الاستخبارات العسكرية، إيلي زعيرا، أصر على أن الحرب لن تندلع، وأن هذا سيبقى على منصبه حتى تسقط القذائف الأولى.
- في يوم الغفران في الساعة 13:55، بدأ القصف العنيف على قناة السويس والجبهة السورية، وتبعه المصريون عبور القناة على 12 جسرًا، متجاوزًا خط المعاقل، ووصل إلى 8 كيلومترات من النفق.

وفي الوقت نفسه، اقتحمت القوات السورية في مرتفعات الجولان، والراكض تقريبا دون انقطاع حتى الهضبة الجنوبية وسفوح الجليل، وتوقف. في نفس الوقت، هناك معركة الدروع في درع الماعز في«وادي الدموع»، لا شيء من شأنها أن تؤثر في وقت لاحق في الحرب على القوات المتقدمة في جنوب الصعيد، وأخيرا توقف ومؤثر القوات السورية.

## التحقيق في الفشل الإسرائيلي

### اللجنة أجرانات
عضو اللجنة الملكية التي أنشئت في 21 نوفمبر 1973 في أعقاب وظيفة الجيش السياسي من قبل في بداية يوم الغفران.
ودعت اللجنة اسم رئيس اللجنة - رئيس المحكمة العليا الدكتور شمعون أجرانات.
أعضاء اللجنة.
- رئيس المحكمة العليا الدكتور شمعون أجرانات
- قاض من المحكمة العليا موشيه لانداو
- مراقب الدولة الدكتور اسحق نيبينزال
- رئيس الأركان السابق اللواء (احتياط) أستاذ يغائيل يادين
- رئيس الأركان السابق ومقبولة جنود اللواء (احتياط) حاييم لاسكوف

أهداف اللجنة
فإن أعضاء اللجنة المكلفة بإعداد تقرير عن المعلومات التي كانت متوفرة قبل الحرب عن לתנועותיהן ולכוונותיהן من مصر وسوريا على نفس المعلومات من قبل المؤسسات العسكرية والمدنية المختصة جاهزية الجيش الإسرائيلي للحرب في كل شيء، وخاصة قبل يوم من اندلاع الحرب، 5 أكتوبر 1973.

### الاستنتاجات الرئيسية للجنة.
- انتقد بشدة عن عدم استعداد الجيش التكتيكات، والقصور في التنسيق بين الذراع.
- قررت اللجنة أن الجيش الإسرائيلي الاجتماعية مفهوم لا حرب ، ובעטיה إشارات واضحة لا يتم تقييمها بشكل صحيح إلى«الكسوف».
- من بين النتائج العملية من تقرير اللجنة: 
  - تعزيز أدوات التقييم المؤسسة البحثية التابعة لوزارة الشؤون الخارجية تستكمل تلك الاستخبارات.
  - تعيين المستشارين رئيس مجلس الوزراء وزير شؤون الاستخبارات ، الشؤون الأمنية.
  - إقالة رئيس الأركان ورئيس على سبيل المثال. الأمم المتحدة (قسم العمليات).
  - نقل الضباط إلى أدوار مختلفة أخرى.

### أزمة ثقة في القيادة.
بعد نشر التقرير العام للجنة أغرانات ، وعندما أصبح من الواضح أن اللجنة لم تجد خطأ في سلوك وزير الدفاع موشيه دايان، وأثنى على سلوك رئيس الوزراء غولدا مائير، وزادت الاضطرابات في القطاع العام على نطاق أوسع وأعمق أزمة ثقة الغالبية العظمى من القيادة السياسية. 
بدأ تشغيل عدد من الحركات الاحتجاجية مع تأكيدات مختلفة، عندما يكون لديهم في شيوعا هو شرط السياسية صفوف وخاصة رئيس الوزراء غولدا مائير ناحية أخرى الدفاع موشيه دايان- لتحمل المسؤولية والاستقالة.
حركة الاحتجاج شهرة من كل منهم بدأ الإضراب. جائع واحد من موتي أشكنازي ، الذي كان قائد حصن بودابست، القلعة الأكثر شمال خط بارليف והמעוז الوحيد الذي لم أسر في الحرب.
موتي أشكنازي وطالب باستقالة وزير الدفاع موشيه ديان. وبدأ إضرابا عن الطعام أمام مكتب رئيس الوزراء في بلده.
التحقق من الأشكناز ، الذي بدأ כמפגין وحيدا ، زخما في الوقت انضم عشرات الآلاف من المدنيين وجنود الاحتياط التي جاءت مباشرة من الجبهة ، ودعوا إلى استقالة الحكومة.

## نتائج الفشل الإسرائيلي

### بالنسبة للبلدان العربية
تعلمت من المعركة أن إسرائيل ليست لا تقهر، وأن هناك نقاط ضعف، بما في ذلك تلك الناجمة عن «الإفراط في الرضا عن الذات» وأخطاء الإنسان والغرور. 
حتى يومنا هذا ، تجري دراسة حرب يوم الغفران (حرب أكتوبر) في بعض الدول العربية على أنها نجاح وحرب انتصار للعرب، على الرغم من التغيير واستعادة السيطرة من قبل الجيش الإسرائيلي ، وخاصة خلال الأسبوع الثاني من الحرب. شعور الانتصار في المعركة، ويعزى في المقام الأول إلى الشعور بالقوة من الدول العربية، ويرجع ذلك أساسا إلى أخذ زمام المبادرة والسيطرة المطلقة للقوات السورية والمصرية على الأرض في الأيام الأولى للحرب، وذلك في الجبهة من الدهشة والإحساس بالعجز واليأس في الجانب الإسرائيلي. وعاد هؤلاء إلى الدول العربية بثقة وإيمان بقدرتهم وقوتهم التي ضاعت منذ حرب الأيام الستة (حرب 1967).

### في إسرائيل
أحد الدروس التي تم تنفيذها في أعقاب الحرب ، هو إنشاء إدارة مراقبة من الإستخبارات ، ويتمثل دورها في دراسة الاحتمالات غير المحتملة ، عكس قرارات صانعي القرار ، وتقديم حجج مضادة ، وبالتالي الحد من المفاجآت في مجال الحرب المستقبلية.

## قراءة المزيد
- אורי בר-יוסף, הצופה שנרדם - הפתעת יום הכיפורים ומקורותיה, הוצאת זמורה ביתן, 2001
- אלי זעירא, מלחמת יום כיפור מיתוס מול מציאות, תל אביב: הוצאת ידיעות אחרונות, 1993
- צבי לניר, ההפתעה הבסיסית: מודיעין במשבר, הקיבוץ המאוחד, 1983.
- יואל בן פורת, נעילה: סיפור ההפתעה של מלחמת יום הכיפרים, תל אביב: הוצאת ידיעות אחרונות, 1991
- אפרים קם, מתקפת פתע, תל אביב: הוצאת מערכות, 1990
- אריה שלו, Israel’s Intelligence Assessment before the Yom Kippur War, מאי 2010
- אורי בר יוסף, המלאך: אשרף מרואן, המוסד והפתעת יום הכיפורים, הוצאת זמורה-ביתן, 2010

## وصلات خارجية
- עדויות קציני המודיעין בוועדת אגרנט, באתר ארכיון צה"ל ומערכת הביטחון
- מה קרה ל"אמצעים המיוחדים" במלחמת יום הכיפורים?, באתר ניוז1- חדשות מחלקה ראשונה
- ועדת אגרנט, באתר הכנסת
- פרויקט מיוחד - מלחמת יום כיפור, באתר ynet
- قالب:סרטונים
- אמיר אורןقالب:הערות שוליים
- רס"ן רפי,قالب:מערכות
- אבירם ברקאיقالب:מרכז המידע למודיעין ולטרורמרכז המידע למודיעין ולטרורقالب:מרכז המידע למודיעין ולטרור
- עמוס גלבועقالب:מרכז המידע למודיעין ולטרורמרכז המידע למודיעין ולטרורقالب:מרכז המידע למודיעין ולטרור
- אורי מילשטיין; מיכאל ברונשטיין,قالب:מטחהספרייה הווירטואלית של מט"חقالب:מטח
- قالب:סרטונים צבי זמיר, מודיעין: מה אספנו, מה הערכנו, יום עיון של המכון למחקרי ביטחון לאומי, באתר אוניברסיטת תל אביב, 6 באוקטובר 2013
- قالب:סרטונים אלי זעירא, מודיעין: מה אספנו, מה הערכנו, יום עיון של המכון למחקרי ביטחון לאומי, באתר אוניברסיטת תל אביב, 6 באוקטובר 2013
- قالب:סרטונים חגי מן, המודיעין ברמת הגולן לפני מלחמת יום הכיפורים, סדנת אלפרדו, 27 בספטמבר 2017
- قالب:סרטונים זיזי קניאזר, ההתרעה בחטיבת המחקר במלחמת יום הכיפורים, 8 בספטמבר 2016

## الحواشي
1. ↑  إيلي زيرا (رئيس الاستخبارات العسكرية) في ظهوره أمام لجنة الشؤون الخارجية والدفاع بالكنيست، 10 أغسطس / آب 1973 قال: "لا شك في قلب مصر أن ميزان القوى والوضع السياسي العالمي لا يسمحان بالمسار المنطقي لفتح النار ...
2. ↑  חיים פרנקל, חד, חלק, אלגנטי, באתר "העין השביעית" نسخة محفوظة 20 فبراير 2020 على موقع واي باك مشين.
3. ↑  אבירם ברקאי, "על בלימה" הוצאת מעריב 2009, עמ' 39 - 49
4. ↑  يارون دركمان، رئيس الاستخبارات العسكرية في يوم الغفران عشية عام 1973: احتمال الحرب أقل من المستوى المنخفض، موقع Ynet على شبكة الإنترنت، 17 سبتمبر 2018 نسخة محفوظة 20 سبتمبر 2018 على موقع واي باك مشين.
5. ↑  يتم تسجيل الرتبة كما كانت أثناء الحرب